# Pierluigi Marzorati
Pierluigi Marzorati (Figino Serenza, Italia,12 de septiembre de 1952)  es un exjugador italiano de baloncesto. Base histórico del baloncesto italiano, jugó más de dos décadas en el Pallacanestro Cantú, donde consiguió 2 Euroligas. En 1998 fue nombrado como uno de los 50 mayores colaboradores de la Euroliga. Se encuentra en el Salón de la Fama FIBA desde el año 2007.

## Palmarés
- LEGA: 2

Pallacanestro Cantú: 1975, 1981.
- Copa Korac: 4

Pallacanestro Cantú: 1973, 1974, 1975, 1991.
- Copa Intercontinental: 2

Pallacanestro Cantú: 1975, 1982.
- Recopa: 4

Pallacanestro Cantú: 1977, 1978, 1979, 1981.
- Euroliga: 2

Pallacanestro Cantú: 1982, 1983